# Pressigny (Haute-Marne)
Pressigny település Franciaországban, Haute-Marne megyében. Lakosainak száma 200 fő (2022. január 1.). Pressigny Fayl-Billot, Genevrières, Poinson-lès-Fayl, Bourguignon-lès-Morey, Savigny, Charmes-Saint-Valbert, Voncourt, Molay, La Quarte és La Rochelle községekkel határos.

## Népesség
A település népességének változása:
| Lakosok száma | 202  | 200  | 204  | 200  | 199  | 198  | 199  | 199  | 200  |
|               | 2013 | 2015 | 2016 | 2017 | 2018 | 2019 | 2020 | 2021 | 2022 |